# Margherita da Cortona
Margherita da Cortona (Laviano, 1247 – Cortona, 22 febbraio 1297) è stata una religiosa italiana, appartenente al Terz'Ordine francescano secolare. Nel 1728 è stata proclamata santa da papa Benedetto XIII.

## Biografia

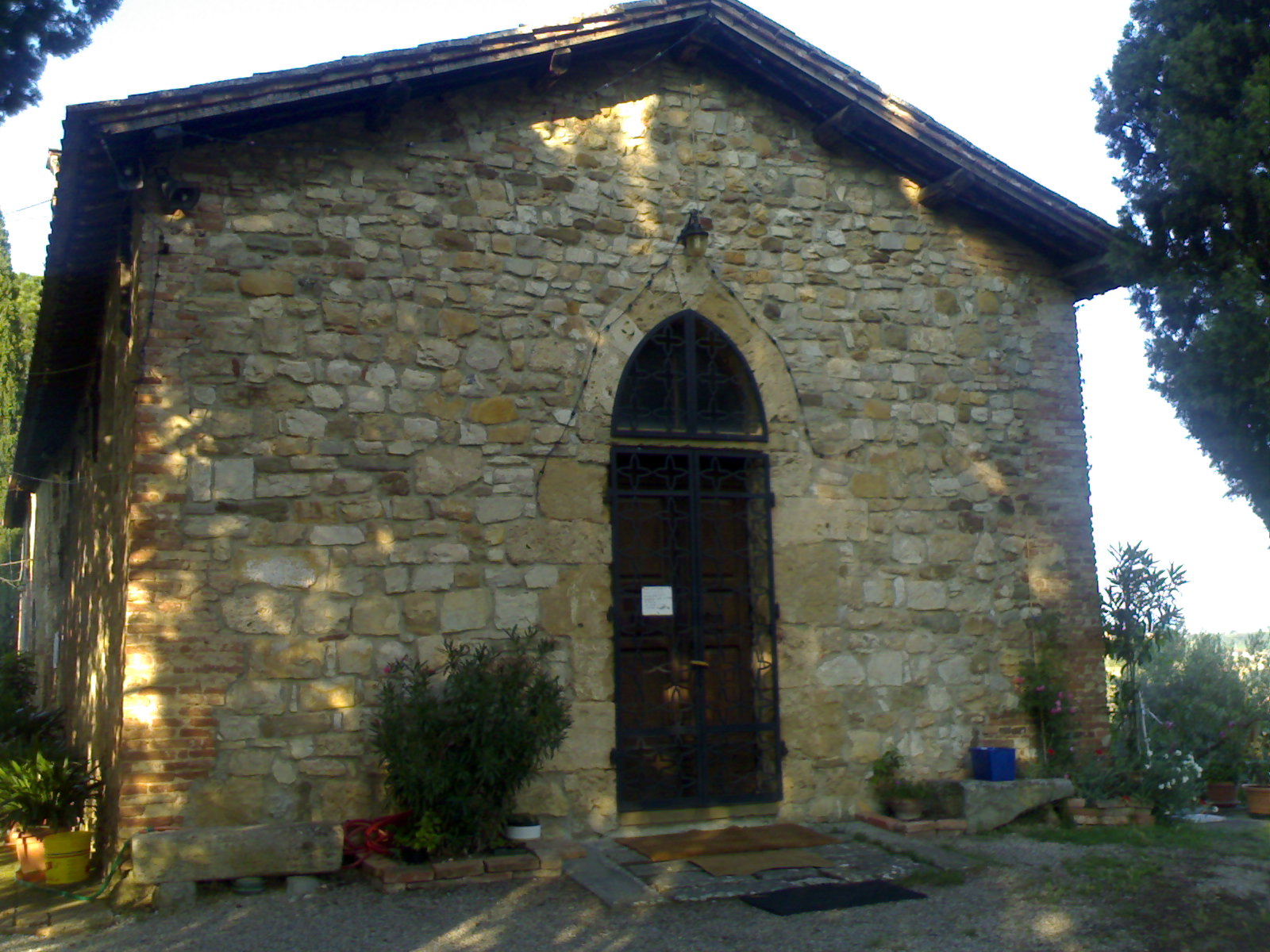
Portale della chiesa di Laviano

Di umili origini, venne battezzata presso l'antica pieve di Pozzuolo Umbro, dove attualmente sorge la chiesa dei Santi Pietro e Paolo: rimase presto orfana di madre e dall'età di diciassette anni visse more uxorio con un ricco mercante di Montepulciano, Arsenio (identificato con Raniero Del Pecora, dei signori di Valiano), dal quale ebbe anche un figlio.
La coppia risiedette a lungo in un castello di caccia nelle colline al confine tra Umbria e Toscana, appartenente al Del Pecora. Attualmente vi si trova una cappella a lei dedicata ricavata dall'antica entrata.
Nel 1273 Arsenio, durante una battuta di caccia in una delle sue proprietà di Petrignano del Lago, venne aggredito e assassinato, vittima dell'allora faida guelfo-ghibellina. Margherita, secondo la tradizione, seguì a piedi il cane di Arsenio dalla sua residenza presso Valiano fino in località Giorgi, presso un piccolo boschetto, dove lo trovò esanime.
Scacciata col figlio dai famigliari di Arsenio, ripudiata da suo padre e dalla sua nuova moglie, optò per l'ordinamento. Si avvicinò ai francescani di Cortona, in particolare ai frati Giovanni da Castiglione e Giunta Bevegnati, suoi direttori spirituali e poi biografi: affidò la cura del figlio ai frati minori di Arezzo, e nel 1277 divenne terziaria francescana, dedicandosi esclusivamente alla preghiera e alle opere di carità.
La sua spiritualità poneva attenzione particolare alla Passione di Gesù, in linea con quanto vissero Francesco d'Assisi, Angela da Foligno e più tardi Camilla da Varano. Si narra che Margherita visse numerose crisi mistiche e visioni. 
Diede vita a una comunità di terziarie, dette le Poverelle; fondò nel 1278 un ospedale presso la chiesa di San Basilio e formò la Confraternita di Santa Maria della Misericordia, per le dame che intendevano assistere i poveri e i malati.
Donna mistica, ma anche di azione, coraggiosa, ricercata per consiglio, fu attenta alla vita pubblica e, nelle contese tra guelfi e ghibellini, fu operatrice di pace presso i feudi di Montepulciano.

## Il culto

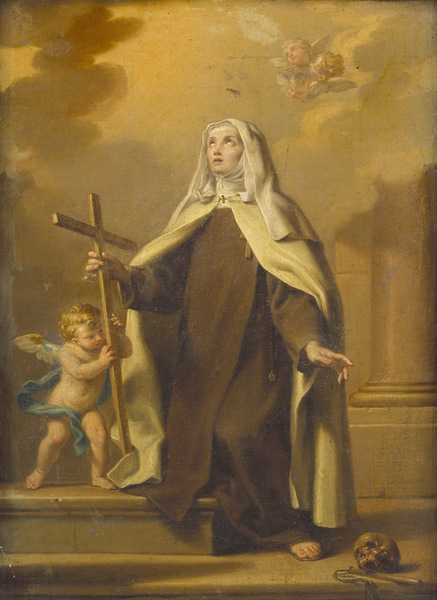
Immagine agiografica della santa

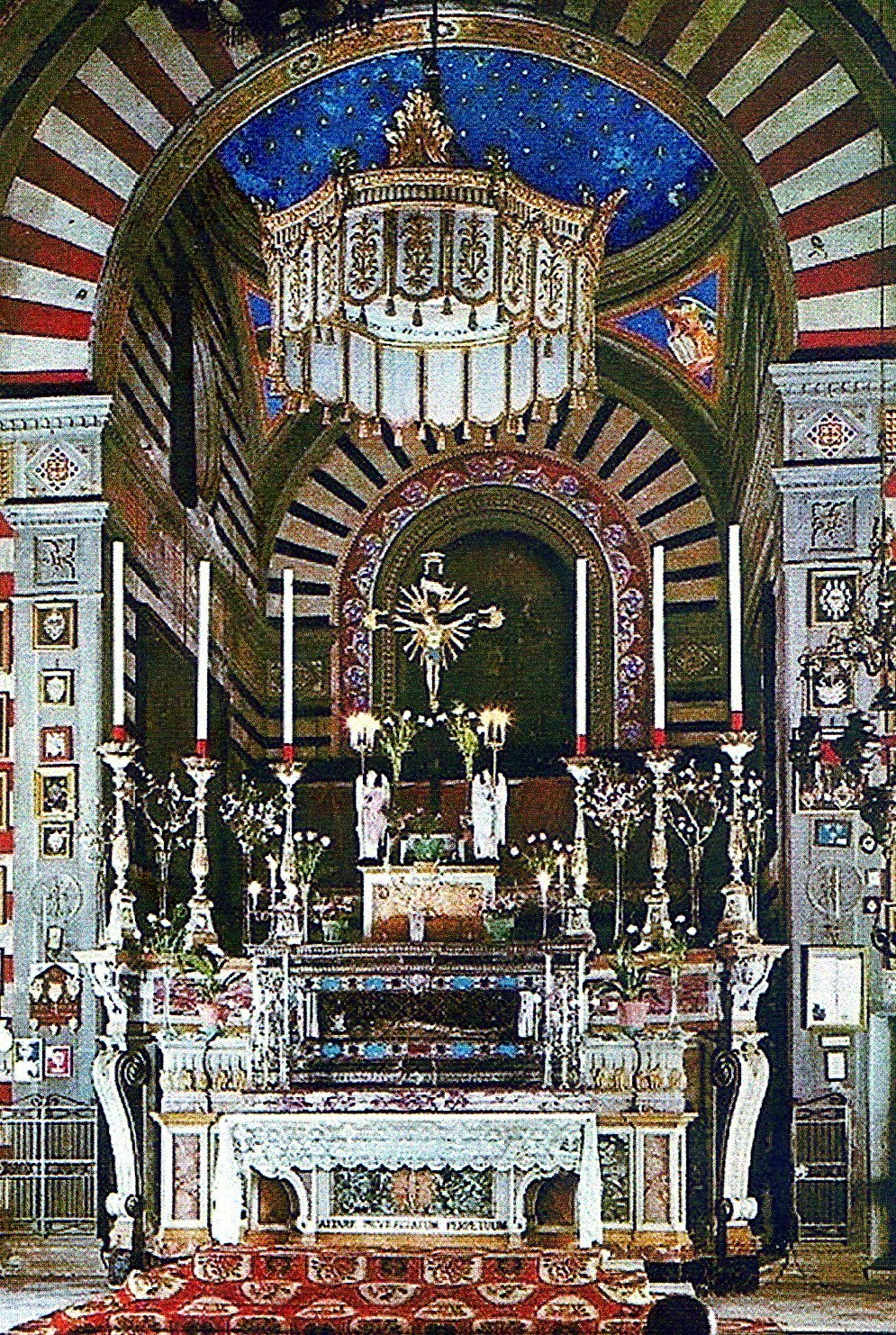
Basilica di Santa Margherita: altare maggiore con l'urna della santa

Onorata come beata sin dalla morte, Innocenzo X ne approvò il culto il 17 marzo 1653, ma fu canonizzata soltanto il 16 maggio 1728 da Benedetto XIII con l'appellativo di Nova Magdalena.
Il Martirologio Romano fissa per la sua memoria liturgica la data del 22 febbraio. I francescani la ricordano il 16 maggio, giorno della sua canonizzazione. 
La biografia redatta dal suo confessore frà Giunta Bevegnati (in AA. SS., mense Februarii, die 22), con i racconti delle numerose estasi e visioni di Margherita, ha contribuito a renderla una delle sante più popolari dell'Italia centrale.
Il suo corpo è conservato a Cortona, nella basilica a lei dedicata, in un'urna collocata sopra l'altare maggiore, bordata da una cornice in pasta vitrea e lamina d'argento sbalzato e cesellato.
Nell'estate 1972, per il settimo centenario dell'evento vi furono grandi celebrazioni nel Castiglionese con ostensione delle sue spoglie.

Presso la frazione Giorgi di Petrignano, nel luogo dell'assassinio di Arsenio e decisione di conversione (il cosiddetto Pentimento) vi è una pieve e la Quercia plurisecolare ai cui piedi ella pregò, considerata sacra ed intangibile. Essa tuttavia fu abbattuta da una tromba d'aria il 31 Ottobre del 2018.

## Iconografia
Nell'arte, è spesso raffigurata col saio francescano ed il velo bianco, in compagnia di un angelo consolatore (Traversi) o in estasi davanti al Cristo (come nel caso della tela del Lanfranco): è sempre accompagnata dal cane che le fece rinvenire il cadavere di Arsenio (Benefial).
Alla figura di Margherita da Cortona è ispirato il film storico del 1950 che porta appunto il suo nome, Margherita da Cortona, diretto da Mario Bonnard.
Il religioso e compositore di musica sacra Licinio Refice le dedicò un'opera lirica in un prologo e tre atti intitolata anch'essa Margherita da Cortona.